# Lliga de les Deu Jurisdiccions

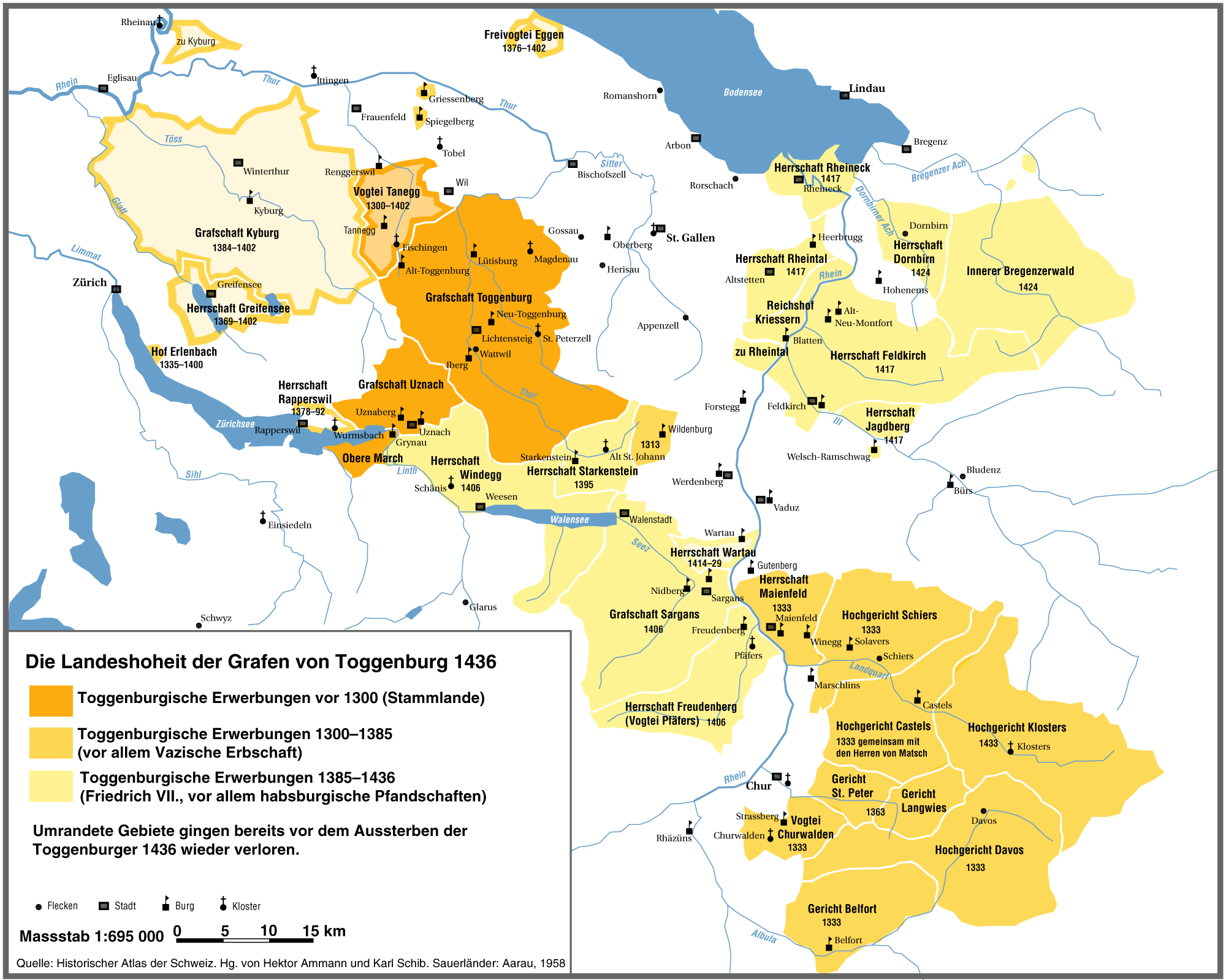
Possessions dels comtes de Toggenburg el 1436, any de l'Antiga Guerra de Zuric.

La Lliga de les Deu Jurisdiccions, va ser l'aliança política de diverses comunitats alpines al segle xv, seguint el model dels cantons suïssos i altres lligues de la regió dels Grisons. A la mort sense cap hereu varó de l'últim comte de Toggenburg diverses comunitats veïnes de les valls alpines van proposar defensar els seus drets enfront de possibles pretendents a la dignitat comtal comptant amb el suport simbòlic de la vídua del comte. Mentrestant, es va iniciar una guerra entre el cantó de Zurich i la resta de la confederació suïssa pel domini del conjunt de l'herència del comte.

## Formació de les Tres Lligues

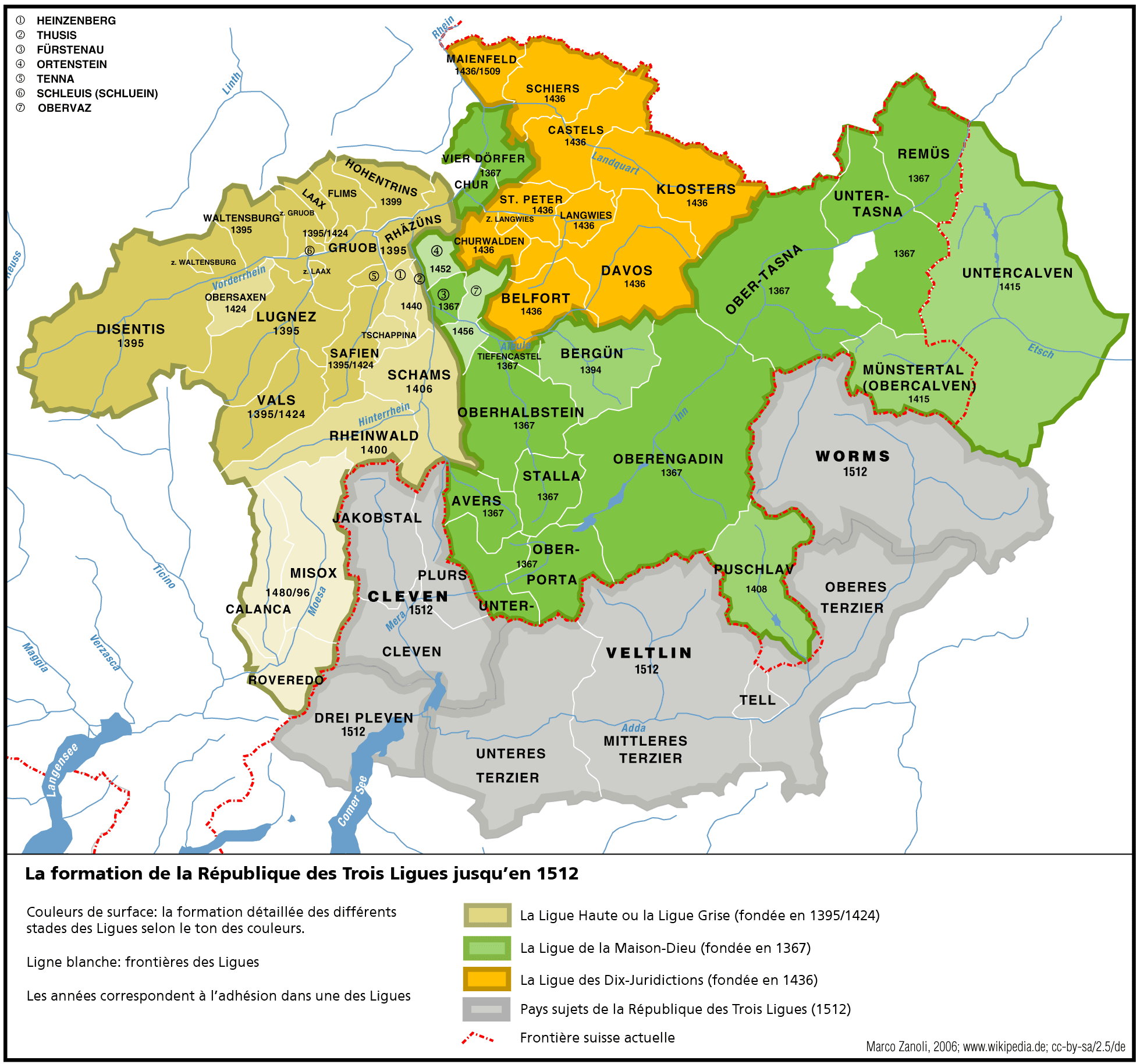
Les Tres Lligues el 1512

En 1450, la Lliga de les Deu Jurisdiccions s'aliava amb la veïna Lliga de la Casa de Déu per posteriorment van formar una nova aliança amb un tercer soci, la Lliga Grisa donant lloc a la unió coneguda com Tres Lligues, Lligues Grises, o genèricament Grisons, que passaria a ser el gentilici amb el que serien coneguts els habitants d'aquesta zona. Amb posterioritat es van aliar a la confederació suïssa, encara que sense formar part d'ella.